# Verena Dietrich
Verena Dietrich (* 30. Juni 1941 in Wetzlar; † 18. April 2004 in Schwerte) war eine deutsche Architektin und Hochschullehrerin.

## Leben und Wirken
Verena Dietrich begann als Tochter eines Ingenieurs und Bergwerksdirektors ihre Berufsauslaufbahn mit einer Metallografie-Ausbildung. Von 1969 bis 1975 studierte sie Architektur an der Universität Innsbruck bei Othmar Barth. Nach Lehr- und Wanderjahren in Europa und Nordamerika war sie sieben Jahre in den Architekturbüros von Erich Schneider-Wessling, Joachim Schürmann, Friedrich Wilhelm Kraemer und Walter von Lom tätig. 1982 gründete Dietrich ihr eigenes Architekturbüro in Köln. Ihren Durchbruch schaffte sie im Wettbewerb für die  Zuschauertribüne im Sportpark Köln-Höhenberg. Ihr Entwurf besteht aus einer leichten Stahlkonstruktion, die die 115 Meter breite Tribüne mit einem von 6 Stahlmasten getragenen 18 Meter auskragenden Dach überspannt. Danach gewann sie 1993 mit einem patentierten Faltwerk den Wettbewerb der Fußgängerbrücke Kölner Medienpark. Mit ihren Stahlbauprojekten hat sie zur postindustriellen Stadtentwicklung in Köln beigetragen. Gleichzeitig befasste sie sich mit dem Wohnungsbau, mit dem Projekt „Wohnen am Biotop“ in Köln-Holweide gewann sie den 1. Preis im Städtebau und im Wohnbau. In den Folgejahren hatte sie Lehraufträge an der Universität Siegen, der Hochschule der Künste Berlin sowie der RWTH Aachen, ehe Dietrich schließlich von 1998 bis 2004 Hochschullehrerin für Entwerfen an der Fachhochschule Dortmund war. Mit ihren Studierenden arbeitete sie an alternativen Wohnkonzepten, realitätsnahen Projekten und zukunftsfähigen Visionen.
Neben ihrer Berufs- und Lehrtätigkeit war sie Feministin, Aktivistin und Pionierin unter den Architektinnen. Dabei beschäftigte sie sich vor allem mit den Themen Frauen und Familie in der Wohn- und Arbeitswelt. Auch privat setze sie sich mit der Vereinbarkeit von Beruf und Familie auseinander, in einem Tagebuch notierte sie „[Ich] entscheide […] mich unter Tränen gegen Ehe und Kinder, für die Architektur.“  Mitte der 1980er Jahre stand sie im Kontakt zu nicht angestellten „freien“ Architektinnen und kämpfte um die Sichtbarkeit von Architektinnen als eigene Gruppe. In Folge dieses Kontakts veröffentlichte sie 1986 das programmatische Buch „Architektinnen. Ideen – Projekte -Bauten“, indem sie Projekte von 62 Architektinnen zeigt. Die Publikation strebt an Architektinnen als Individuen darzustellen und widerspricht der These einer eindeutig femininen Sprache mit einem Spektrum aus Farbigkeit und Vielseitigkeit.

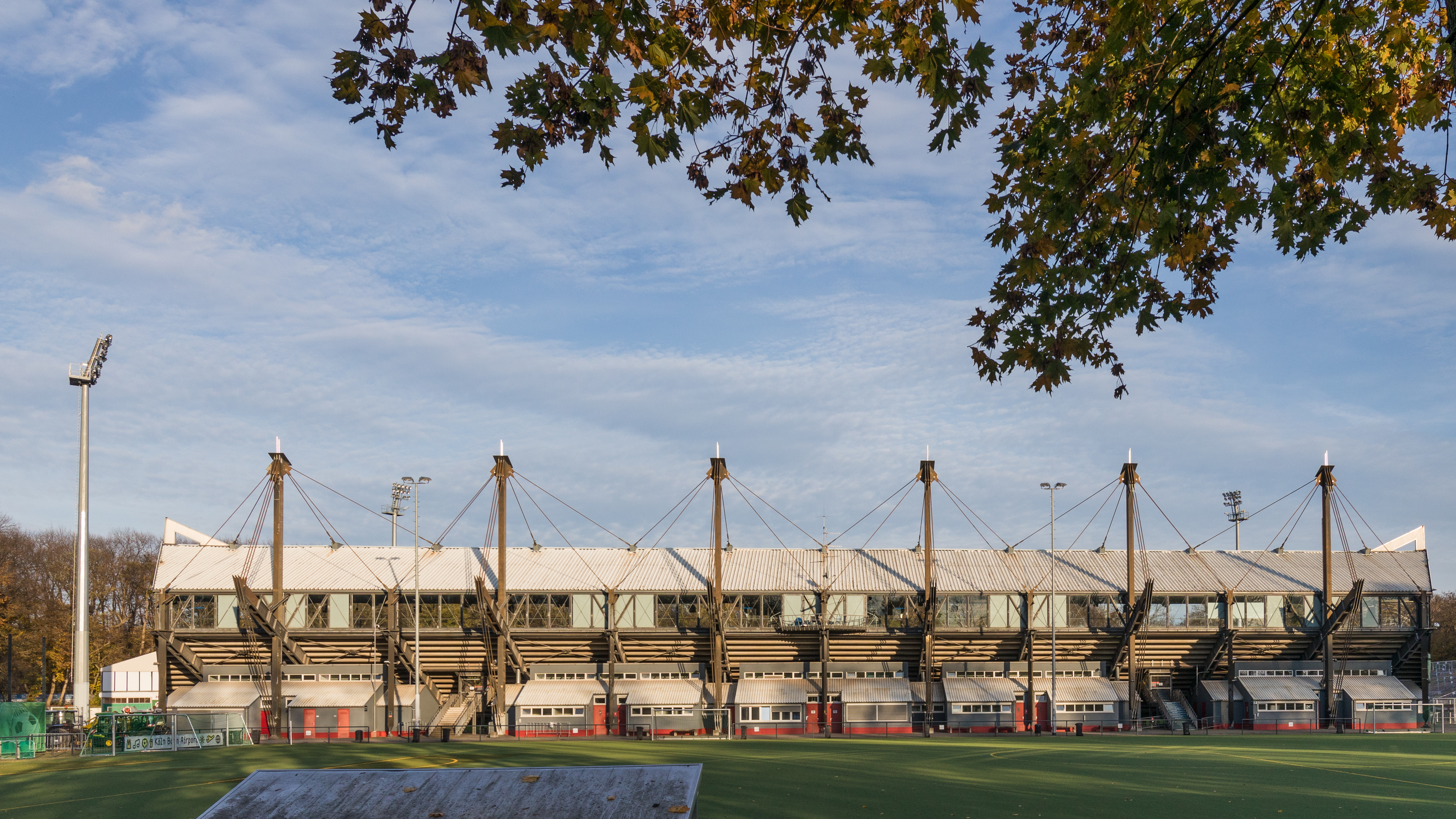
Zuschauertribüne im Sportpark Köln-Höhenberg

Dietrich lebte zuletzt in Schwerte, wo sie 2004 in Folge einer schweren Krankheit verstarb. Ihr Nachlass befindet sich im Archiv des Deutschen Architekturmuseums (DAM). Verena Dietrich und Lucy Hillebrand sind die einzigen Frauen, deren Werke in die Sammlung des DAM aufgenommen wurden.

## Auszeichnungen
- 1990: Kölner Architekturpreis (Tribüne Sportpark Köln‐Höhenberg)[4]
- 1993: IAKS Award[4]

## Ausstellungen
- 2006/2007: Deutsches Architekturmuseum, Frankfurt am Main

## Schriften
- Architektinnen. Ideen – Projekte – Bauten, W. Kohlhammer, Stuttgart 1986, ISBN 978-3-17-009336-2